# Neoheterandria
 Neoheterandria  és un gènere de peixos de la família dels pecílids i de l'ordre dels ciprinodontiformes.

## Taxonomia
- Neoheterandria cana (Meek & Hildebrand, 1913)
- Neoheterandria umbratilis (Meek, 1912)
- Neoheterandria elegans (Henn, 1916)
- Neoheterandria tridentiger (Garman, 1895)[1][2][3][4][5]